# Eremogone bryophylla
Eremogone bryophylla è una pianta appartenente alla famiglia delle Caryophyllaceae, nativa dell'Himalaya in Cina, Tibet, Nepal e India. È la angiosperma che vive alla più elevate altitudini, crescendo fino a 6180 metri sul livello del mare.